# مهند أبو طه
مهند محمود صالح أبو طه ( 2 فبراير 2003) هو لاعب كرة قدم أردني يلعب كجناح في نادي القوة الجوية العراقي والمنتخب الأردني.

## مهنة دولية
في 17 أكتوبر 2023، لعب أبو طه أول مباراة دولية له مع منتخب الأردن ضد العراق ضمن مباراة المركز الثالث في بطولة الأردن الدولية 2023. وفي يناير 2024، كان ضمن تشكيلة الأردن المكونة من 26 لاعباً للمشاركة في كأس آسيا 2023.

## الإنجازات
الوحدات
- كأس الاتحاد الأردني: 2022
- كأس السوبر الأردني: 2023